# L'Enfer noir
Pour plus de détails, voir Fiche technique et Distribution.
L'Enfer noir (White Flannels) est un film américain réalisé par Lloyd Bacon et sorti en 1927.

## Synopsis
Mme Jacob Politz (Louise Dresser), dont le fils Frank (Jason Robards Sr.) et le mari (George Nichols) sont mineurs dans une mine de charbon, économise depuis des années pour envoyer son fils, Frank, au collège et implore Anne (Virginia Brown Faire), une jeune fille à qui il se fiance, de ne pas empêcher sa carrière universitaire. Au collège, les prouesses athlétiques de Frank lui permettent d'intégrer l'équipe de football.
Il est adulé et une rumeur se propage selon laquelle il serait un noble étranger. Mme Politz et Ed (Warner Richmond), l'ami de Frank, impatients d'assister à un match de celui-ci, se rendent à la cité universitaire sans l'avertir et Mme Politz obtient un emploi de serveuse dans le café local. Après avoir conduit son équipe à la victoire, un dîner en l'honneur de Franck est donné au café, mais quand l'identité de sa mère est révélée, ses amis se retournent contre lui. De retour à la ville minière, il sauve Ed d'une catastrophe minière. Anne, qui depuis son départ s'est fiancée à Ed, se sépare de lui pour retourner avec Frank.

## Fiche technique
- Titre original : White Flannels
- Titre français : L'Enfer noir[1]
- Réalisation : Lloyd Bacon
- Scénario : Charles Graham Baker, d'après l'histoire courte White Flannels de Lucian Cary paru dans The Saturday Evening Post le 27 juin 1925
- Photographie : Edwin B. DuPar
- Société de production : Warner Bros.
- Société e distribution : Warner Bros.
- Pays de production :  États-Unis
- Langue originale : anglais
- Format : noir et blanc — 35 mm — 1.33:1 — muet
- Genre : Mélodrame
- Durée : 70 minutes
- Date de sortie :
  - États-Unis : 19 mars 1927

## Distribution
- Louise Dresser : Mme Jacob Politz
- Jason Robards Sr. : Frank Politz
- Virginia Brown Faire : Anne
- Warner Richmond : Ed
- George Nichols : Jacob Politz
- Brooks Benedict : Paul
- Rose Blossom : Berenice Nolden
- Rosemary Cooper : la sœur de Paul
- Bobby White : l'enfant

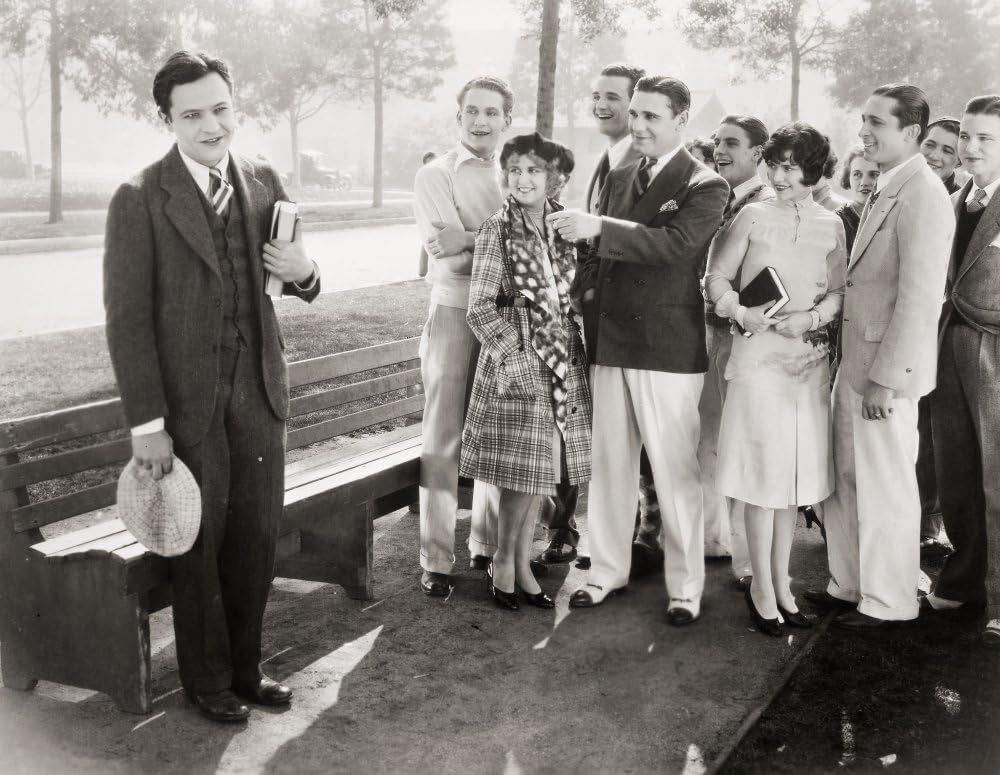
Une scène du film.

- Mike Donlin : le coach (non crédité)